# Aprognathodon
Aprognathodon is een monotypisch geslacht van straalvinnige vissen uit de familie van slangalen (Ophichthidae).

## Soort
- Aprognathodon platyventris Böhlke, 1967